# Willem van der Vlugt

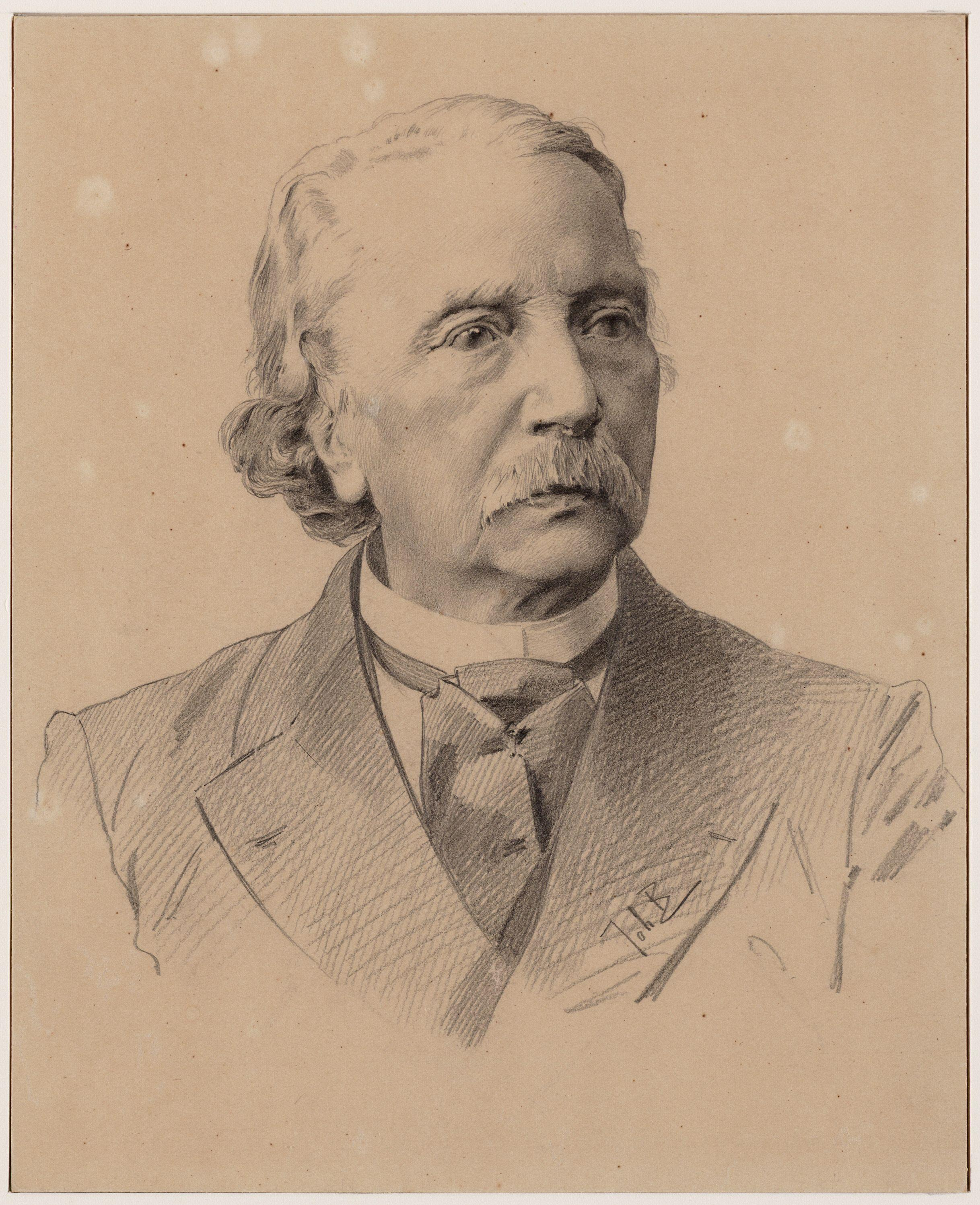
Willem van der Vlugt.

Willem van der Vlugt, född 12 mars 1853 i Haarlem, död 5 november 1928 i Epe, var en nederländsk jurist och politiker.
Vlugt blev juris doktor 1879 och utnämndes 1880 till professor i rättsfilosofi och juridisk encyklopedi vid universitetet i Leiden. Han var ledamot av Generalstaternas andra kammare 1902–1906. Bland Vlugts skrifter märks De rechtstaat volgens de leer van Rudolf Gneist (1879), Finland, de rechtsvraag (1899; fransk översättning 1900), till försvar av Finlands statsrättsliga ställning, och en studie över Samuel von Pufendorf. Han var en tid redaktör för tidskriften L'Européen. 